# Hecistopteris pinnatifida
Hecistopteris pinnatifida är en kantbräkenväxtart som beskrevs av Robbin C. Moran, Bao-kun Zhang och Øllg. Hecistopteris pinnatifida ingår i släktet Hecistopteris och familjen Pteridaceae. Inga underarter finns listade.